# Hen and Chicken Bay

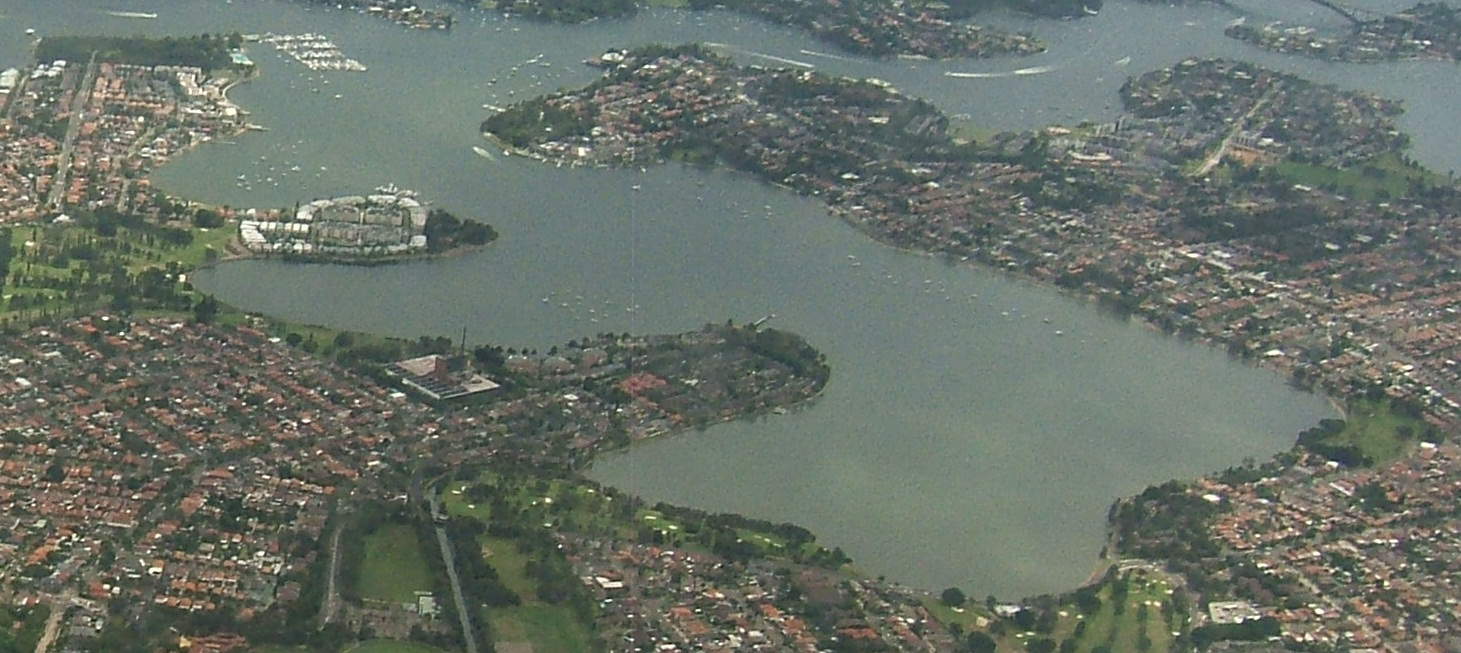
Veduta aerea della baia

Hen and Chicken Bay è una baia sul fiume Parramatta, ad ovest di Sydney, in Australia, nello stato del Nuovo Galles del Sud.
Si estende per circa 8 chilometri ad ovest del distretto centrale di Sydney. La baia è circondata dai sobborghi di Abbotsford, Drummoyne, Wareemba, Five Dock, Canada Bay, Concord e Cabarita.
Nei primi periodi della colonizzazione del Nuovo Galles del Sud, questa baia era conosciuta anche come Stonequarry Cove o Stone Quarry Creek, a causa della presenza di una caverna nella vicina cittadina di Five Dock. Il territorio intorno alla baia è pubblicamente accessibile come parco forestale. La baia è popolare anche perché vi si svolgono regate di canottaggio.